# Collinsia inerrans
Collinsia inerrans là một loài nhện trong họ Linyphiidae.
Loài này thuộc chi Collinsia. Collinsia inerrans được Octavius Pickard-Cambridge miêu tả năm 1885.